# Anosia tobagi
Anosia tobagi är en fjärilsart som beskrevs av Clark 1941. Anosia tobagi ingår i släktet Anosia och familjen praktfjärilar. Inga underarter finns listade i Catalogue of Life.